# The Cracker Factory
The Cracker Factory (também conhecido como Fábrica de Ilusões; ou No Limiar da Loucura, no Brasil) é um telefilme estadunidense de 1979 dirigido por Burt Brinckerhoff, baseado no best-seller homônimo de 1977 escrito por Joyce Rebeta-Burditt. O filme é estrelado por Natalie Wood no papel de Cassie Barrett, uma dona de casa alcoólatra de Cleveland, que é internada em uma clinica psiquiátrica depois de passar por um colapso nervoso em um supermercado.

## Sinopse
Dona-de-casa em crise com a família, os filhos e o amante se entrega ao álcool. Mas a depressão se aprofunda cada vez mais e ela tenta o suicídio. Numa clínica especializada ela busca se recuperar do colapso nervoso.

## Elenco
- Natalie Wood ..... Cassie Barrett
- Perry King ..... Dr. Edwin Alexander
- Shelley Long ..... Clara
- Juliet Mills ..... Tinkerbell
- Peter Haskell ..... Charlie Barrett
- Vivian Blaine ..... Helen
- Marian Mercer ..... Eleanor